# David Eugene Edwards
David Eugene Edwards (Englewood, 24 febbraio 1968) è un cantautore statunitense leader dei Wovenhand e precedentemente dei 16 Horsepower.

## Biografia
Nato in Colorado e cresciuto con i nonni si sposò diciassettenne. Nel 1984 conobbe Keven Soll ad un concerto di Echo & the Bunnymen. Dopo aver militato in alcuni gruppi locali si trasferì in California tra il 1989 ed il 1990 dove trovò impiego presso gli studi di Roger Corman. Qui conobbe il batterista Jean-Yves Tola e il bassista Pascal Humbert, due musicisti francesi già membri dei Passion Fodder con cui ha fondato due anni con dopo i 16 Horsepower.
Terminata l'esperienza fonda i Wovenhand nato inizialmente come progetto solista.

## Poetica
Nei testi dei brani sono forti le influenze cristiane e predominano tematiche come il dolore, il conflitto interiore, la fede e la redenzione.

## Vita privata
È sposato ed ha due figli, Asher appare nel video di Haw.